# Liudys Massó
Liudys Massó es una deportista cubana que compitió en atletismo adaptado. Ganó una medalla de oro en los Juegos Paralímpicos de Sídney 2000 en la prueba de lanzamiento de disco (clase F13).

## Palmarés internacional
| Juegos Paralímpicos | Juegos Paralímpicos | Juegos Paralímpicos | Juegos Paralímpicos |
| Año                 | Lugar               | Medalla             | Prueba              |
| ------------------- | ------------------- | ------------------- | ------------------- |
| 2000                | Sídney (Australia)  | Medalla de oro      | Disco F13           |